# Вертел

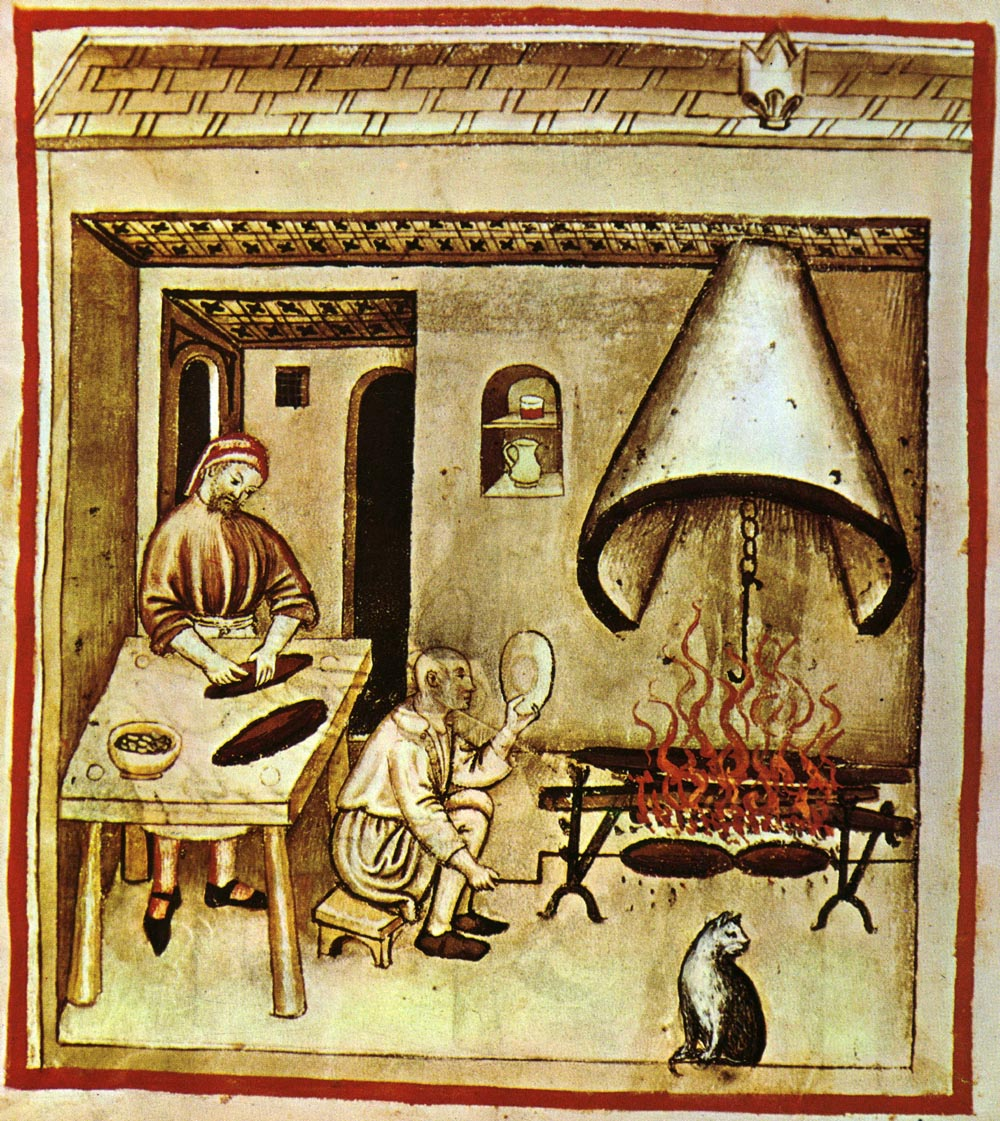
Жарка на вертеле

Вертел — приспособление для жарки мяса над огнём в камине или на костре (реже в духовом шкафу), представляющее собой длинный твёрдый стержень, приводимый во вращение мускульной силой повара или же электрическим двигателем (в духовках), благодаря чему собственный сок мяса распределяется по нему равномерно. На вертеле, как правило, жарятся большие куски мяса или туши небольших животных целиком.
Вертел известен со времён средневековой кухни и был в те времена наиболее распространённым способом приготовления мясных блюд для больших семей; в богатых домах был даже специальный слуга — «вертельный мальчик». Первые попытки создать механический вертел, который не нужно было бы вращать руками, относятся к XV веку. Довольно продолжительное время — вплоть до начала XIX века и в особенности в Англии — использовались специальные вертельные собаки, помещавшиеся в беличье колесо, вращение которого затем передавалось на вертел.
В современной кулинарии наиболее распространён горизонтальный вертел, но некоторые блюда, такие как греческий гирос, готовятся на вертикальном вертеле.
Материалом для современных вертелов служит нержавеющая сталь марок AISI 304, AISI 304L, AISI 430, AISI316, AISI 316L, AISI 316Ti, AISI 321. Для привода вертелов в духовках используются синхронные микродвигатели с редуктором, ротор этих двигателей представляет собой кольцевой постоянный магнит, статор обычно многополюсный.